# 2209 Tianjin
2209 Tianjin este un asteroid din centura principală, descoperit pe 28 octombrie 1978.